# شفالی چادهری
شفالی چادهری (به انگلیسی: Shefali Chowdhury) (زاده ۲۰ ژوئن ۱۹۸۸) بازیگر انگلیسی، بنگلادشی تبار است. او مسلمان است و خانواده او در سال ۱۹۸۰ از بنگلادش به انگلستان مهاجرت کردند. او بیشتر به خاطر بازی در نقش پروتی پتیل در چندگانه هری پاتر شناخته شد. او در فیلم هری پاتر و جام آتش در صحنه جشن رقص کریسمس همرقص دنیل رادکلیف بود. پس از فیلمبرداری این صحنه رادکلیف گفته بود شفالی بسیار پرزرق و برق می‌رقصد.
در سال ۲۰۰۷ شفالی در بیرمنگام شروع به یادگیری عکاسی کرد.